# Inacayal
Modesto Inacayal est le nom d'un cacique des Tehuelches (Patagons) qui vécut au XIXe siècle (1835-1888) dans le Neuquén en Argentine. Il a été avec 3 000 hommes l'un des derniers résistants à l'armée argentine qui achevait la dénommée Conquête du Désert sous le commandement du général Villegas.
Une attaque inattendue de Villegas en 1881 expulse vers le sud les tolderias (campements) d'Inacayal qui hiverne alors près des sources du Río Limay (Parc national Nahuel Huapi actuel). Ce cacique prestigieux participait au parlement de Shayhueque. Comme ce dernier il doit fuir au sud, vers le Chubut où ils résistent pendant plus de trois ans à la poursuite militaire argentine.
Inacayal se livre avec les derniers caciques, lanciers et guerriers en 1884 au fort de Junín de los Andes. 
Prisonnier, il est transféré plusieurs fois. 
Il est sauvé de la prison militaire, où les Indiens périssent en grand nombre, grâce à l'explorateur célèbre Francisco Moreno, dit Perito Moreno, qui lui était redevable pour son aide et son hospitalité à l'occasion de voyages qu'il avait réalisés auparavant dans la région, et qui réussit à le faire libérer. 
Inacayal termine ses jours comme portier du Musée de La Plata que Moreno dirige alors.
Il est inhumé à Tecka, en province de Chubut où ses restes sont exposés et sont l'objet de visites touristiques.